# Ustedeo
El ustedeo o usteo, tal como lo define el Diccionario de la lengua española, se refiere al empleo formal del pronombre usted para dirigirse a algún interlocutor frente a los más familiares tú o vos: así, el pronombre usted se suele corresponder con el tratamiento de cortesía.
Sin embargo, existe un ustedeo informal que consiste en dirigirse a cualquier interlocutor de usted, independientemente del grado de formalidad de la situación, como ocurre en zonas de Colombia y Venezuela (donde convive con el tuteo y el voseo) y Costa Rica (donde convive con el voseo). En países como Guatemala el ustedeo convive con el voseo y el tuteo, pero este se utiliza solo para situaciones formales como el trato con desconocidos o con adultos mayores, aunque entre desconocidos de la misma edad se puede utilizar el voseo (masculino) o el tuteo (femenino) e incluso se pueden usar estos para dirigirse a adultos conocidos, dependiendo del vínculo dado entre las personas.

## Ustedeo y tuteo
Con los matices que pueden darse según los diversos usos hispánicos, el pronombre usted se usa en español normativo para mantener una distancia en el trato,[cita requerida] bien por desconocimiento del interlocutor o por respeto de edad o estatus (jefe, policía, político). En cambio, se usa tú o vos cuando existe familiaridad con él o como muestra de igualdad o proximidad personal: en el trato con familiares, amigos, incluso con desconocidos que tienen nuestra edad o con los cuales tenemos algún vínculo social o profesional (entre profesores, médicos, políticos, etc.).[cita requerida]

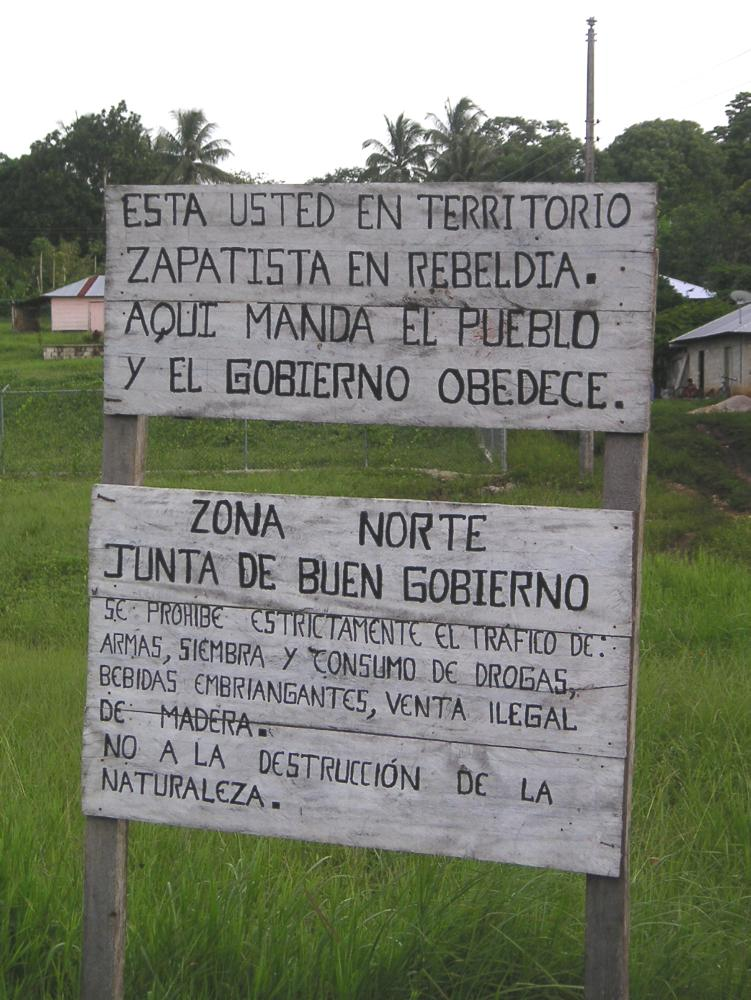
"Está usted en territorio zapatista en rebeldía. Aquí manda el pueblo y el gobierno obedece".

En algunas zonas de Hispanoamérica, como casi todo el interior de Colombia, en Costa Rica y algunas zonas de Ecuador y Panamá, el uso descrito anteriormente se ve modificado por lo que hemos denominado ustedeo informal. En el habla de muchos hablantes de las regiones anteriormente citadas, no se usa ni tú ni vos y los interlocutores se tratan de usted en cualquier situación, sea formal o informal; se habla de usted a los amigos, los padres a los hijos, incluso a los animales y los propios hablantes hablando consigo mismos. En estas zonas, la formalidad ya no viene expresada por usted y han surgido nuevas fórmulas para expresar respeto o formalidad hacia el interlocutor, como por ejemplo el empleo del vocativo señor/a o Don/Doña al inicio de la oración: Señor, ¿le pongo dos o tres? En el departamento colombiano de Boyacá incluso se usa el vocativo sumercé. Ejemplo: Sumercé, ¿tiene hambre? Estas personas pueden llegar a usar el tuteo o el voseo solamente para dirigirse hacia Dios o a alguna deidad religiosa.
Contrariamente a lo que sucede con el ustedeo informal en Colombia o Costa Rica, en el español caribeño y entre las nuevas generaciones de España (quizá en otras regiones también) ha surgido un uso extensivo del tú en situaciones que anteriormente exigían usted. Por este motivo, hoy es normal en estos países que los hijos se dirijan de tú a sus padres, a sus abuelos, tíos, incluso a sus maestros y frecuentemente a los desconocidos, aun sin haber complicidad generacional o social aparente. En España, por ejemplo, es común que la conversación empiece con un usted que se resuelve en un tú a las pocas frases. Para estos hablantes, el tuteo está desprovisto de las connotaciones negativas que actualmente se asocian al pronombre usted en algunos lugares: +edad avanzada, +distancia, excesiva formalidad e incluso desigualdad (ya que se emplea de abajo hacia arriba, pero no siempre es recíproco). Por otro lado, al menos en la Península, el tú ha llegado a simbolizar el habla de las generaciones jóvenes y ha adquirido un matiz de igualdad y modernidad que contribuye a desplazar una gran parte de los usos tradicionales de usted. En Costa Rica el tuteo es mal visto y amonestado socialmente, y su uso es exclusivo de los extranjeros.
El ustedeo se empezó a utilizar en el siglo xvii con el significado de vuestra merced, y en sustitución al voseo. En el siglo xviii se puso de moda y en el siglo xix se dejó de utilizar el voseo.

## Ustedeo en plural

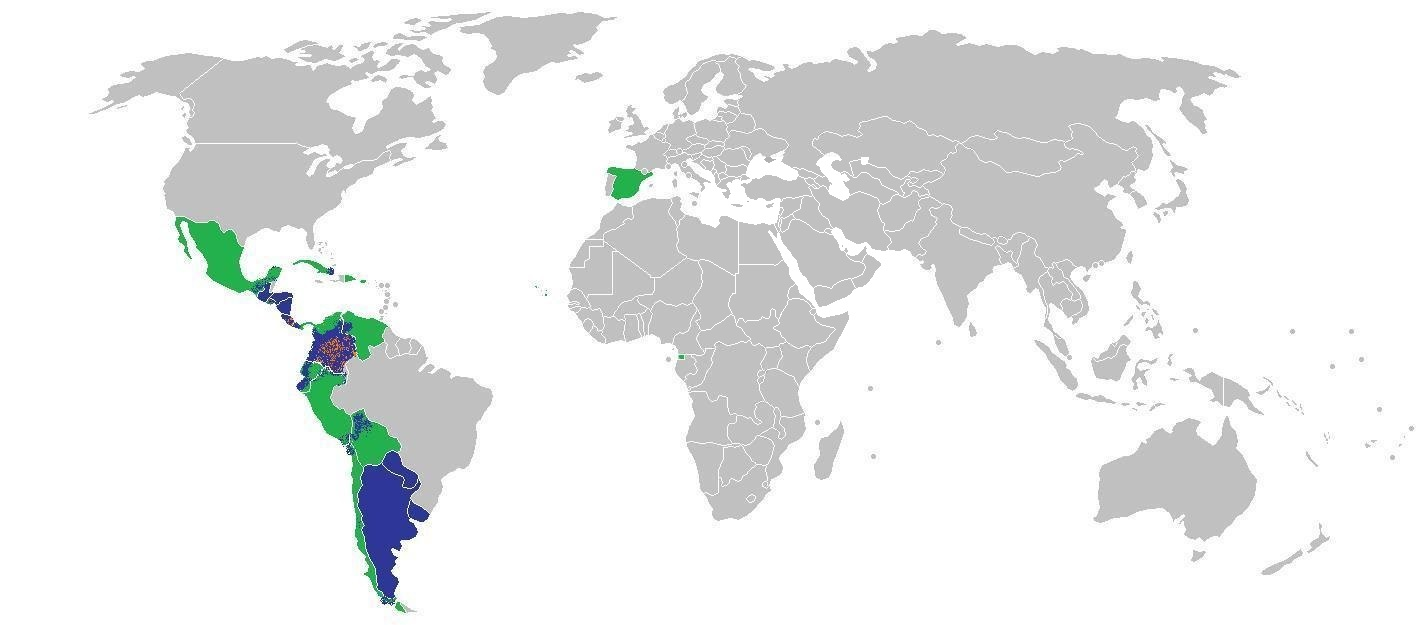
Voseo, tuteo, ustedeo informal

En toda Hispanoamérica y en las Islas Canarias, «ustedes» es el pronombre de segunda persona plural, mientras que en España peninsular esta forma se reserva solamente para el trato cortés y en el habla informal se emplea el pronombre «vosotros», excepto en algunas zonas de Andalucía, donde «ustedes» es también informal.

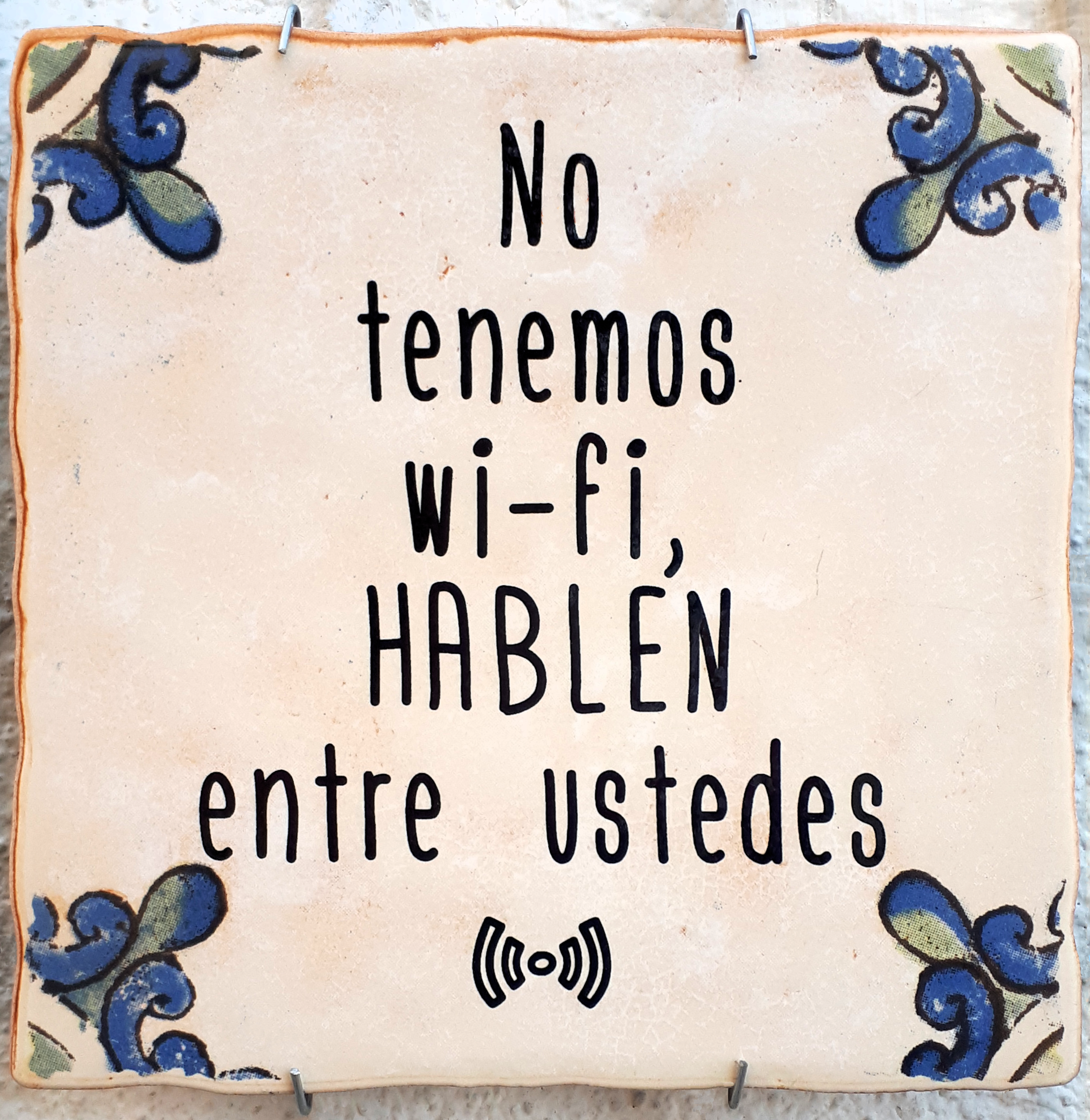
"No tenemos wi-fi, HABLEN entre ustedes"

Normalmente se conjuga como si fuese 3.ª persona del plural (ustedes aman), excepto raras ocasiones en el sur de España y en las islas Canarias. En ciertas zonas rurales de La Palma y La Gomera, en Canarias, sobreviven dos tipos de formas arcaicas, conjugadas con 2.ª persona del plural pese a usar ustedes (ustedes amáis) y el vaivos, que equivale a ustedes se o vosotros os (Vaivos van a correr; Ustedes se van a correr). De cualquier modo, ambas formas no son comunes en el hablar cotidiano.

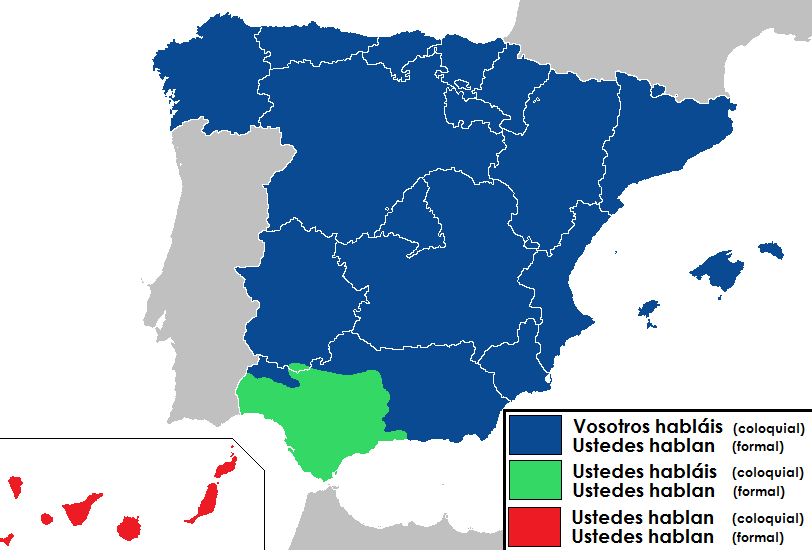
Ustedes informal vs vosotros

Queda, por tanto limitado el uso del pronombre personal de 2.ª persona del plural os. En su lugar se usa el les (3.ª p. pl.). Ejemplo: Les quiero decir = Os quiero decir. También se restringe el posesivo vuestro / vuestra; es más usual el uso del su (de ustedes o ellos). Ejemplo: «¿Es esta su casa (la de ustedes)?».